# Питер Џејкобсон
Питер Џејкобсон (енгл. Peter Jacobson; рођен 24. марта 1965. у Чикагу, Илиноис) је амерички глумац.